# Brand Nubian
Brand Nubian is een Amerikaanse HipHop-groep uit New Rochelle (New York). De groep is in 1989 opgericht en bestond aanvankelijk uit Grand Puba, Sadat X, Lord Jamar en DJ Alamo. Brand Nubian staat erom bekend sterke politiek-kritische teksten te uiten met vele verwijzingen naar Five Percent Nation. Ze worden beschouwd als pioniers in de 'classic East Coast-hiphop'-scene.
Hun eerste album 'One for all' kwam in 1990 uit en is hun bekendste, meest invloedrijke album. In 1991 verlieten Grand Puba en DJ Alamo de groep, waarna DJ Sincere zich aansloot bij Brand Nubian. Na de slechte ontvangst van hun album Everything is Everything in 1994 viel de groep uit elkaar.
In 1998 kwamen de oorspronkelijke vier groepsleden weer bijeen en brachten het album Foundation uit.

## Discografie

### Albums
- One for All [Elektra] (1990)
- In God we Trust [Elektra] (1993)
- Everything is Everything [Elektra] (1994)
- Foundation [Arista] (1998)
- Fire in The Hole [Babygrande Records] (2004)
- Time's Runnin'Out [Traffic Entertainment] (2007)